# Carlos Quevedo
Carlos Eduardo Quevedo (Valencia, Carabobo, Venezuela, el 30 de septiembre de 1989) es un beisbolista. Es relevista en las en la Liga Venezolana de Béisbol Profesional para los Leones del Caracas.

## Carrera como Beisbolistas
Debuta en la LVBP en 2008 con los Navegantes del Magallanes. Llegó a los Leones en 2015 tras un cambio por el infielder Luis Rodríguez.